# Sparks (musikgrupp)
Sparks är ett amerikanskt rockband, bildat 1968 i Los Angeles.

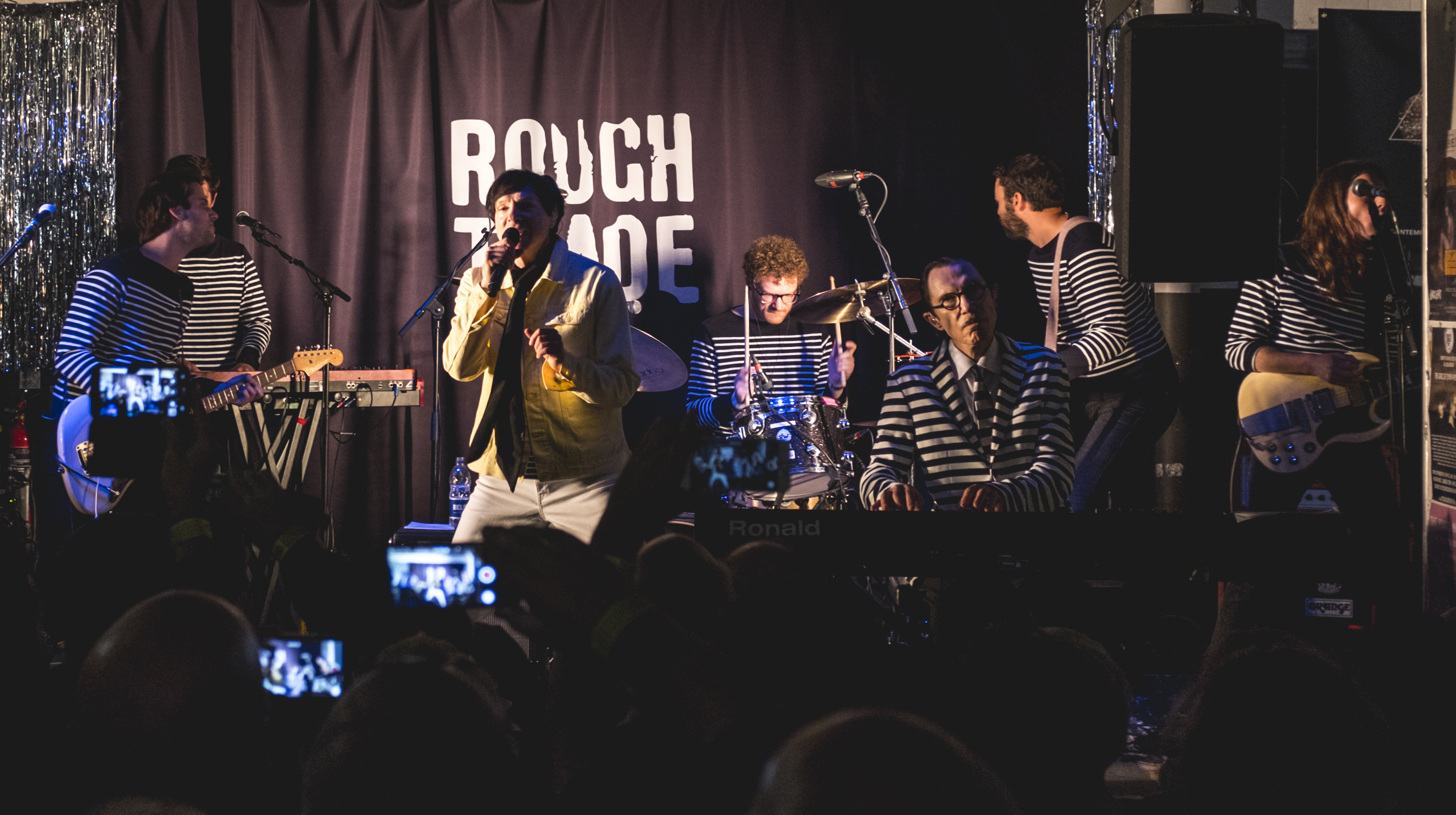
Sparks spelar på Rough Trade East, London i september 2017.

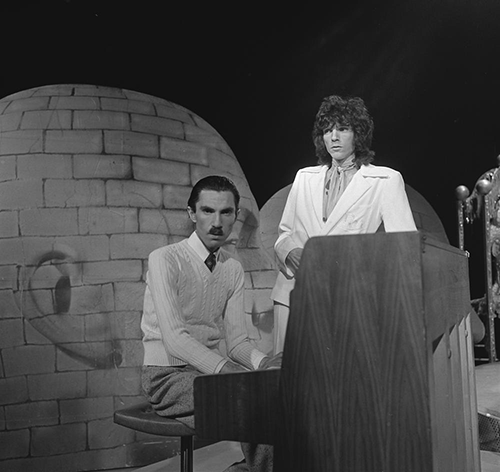
Bröderna Mael (Ron till vänster, Russell till höger) vid ett TV-framträdande i Nederländerna 1974.

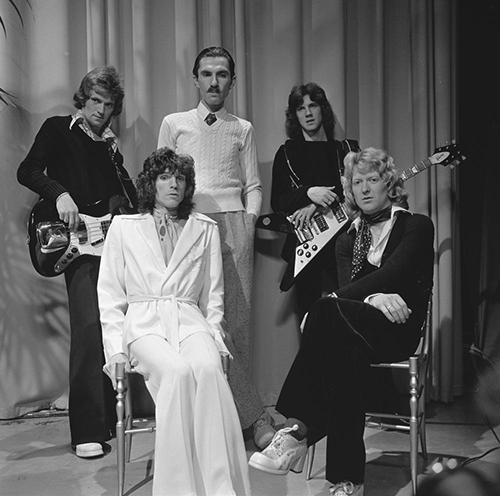
Sparks 1974.

## Historik
Sparks grundades av de två bröderna Russell Mael (som sjunger) och Ron Mael (som spelar keyboard) 1970 (alternativt 1969 eller 1968) i Los Angeles. Vid sidan av dem, eller bakom dem, om man vill, fanns även gitarristen Earle Mankey, basisten Jim Mankey (även de var bröder) och trummisen Harley Feinstein. Under tiden fram till 1972 gick Sparks under namnet Halfnelson, och det var under det namnet som de kom i kontakt med den kände gitarristen Todd Rundgren. Rundgren skulle senare hjälpa dem att få sitt första skivkontrakt samt att producera deras första album som släpptes 1971. Det sålde dåligt och skivbolaget trodde att deras namn, Halfnelson, var egendomligt och att ett namnbyte skulle göra albumet mer lättillgängligt. Bolaget föreslog "The Sparks Brothers" därför att bandet och låtarna hade så mycket humor, en blinkning till "The Marx Brothers". Killarna i bandet avskydde idén, men godtog "Sparks" som en kompromiss. Efter namnbytet gavs deras första album ut igen, nu med namnet "Sparks". Den sålde inte bättre för det. De släppte "A Woofer In A Tweeter's Clothing" samma år och med de låtarna såg deras bolag till att de fick visa upp sig i England. En kort tour dit med originaluppställningen med bröderna Mankey och Harley Feinstein väckte ett ganska stort intresse bland engelsmännen. (Intervju med Ron och Russell Mael på Channel 4 News av Krishnan Guru-Murthy, publicerat den 9 oktober 2020 på YouTube) 
När Sparks sedan åkte på sin första Europaturné kom bröderna Mael, efter att ha blivit mycket varmt mottagna av den engelska musikpressen, att lämna USA och resten av bandet för London. Då de med anledning av detta sedan behövde ett bakgrundsband satte de in en annons i tidningen Melody Maker och snart hade gitarristen Adrian Fisher, basisten Martin Gordon och trummisen Norman "Dinky" Diamond infunnit sig. Med dessa tre i säkert förvar skulle de snart spela in den framgångsrika LP:n Kimono My House som nådde Top 5 i Storbritannien 1974. Albumet åtföljdes bland annat av listtvåan "This Town Ain't Big Enough for Both of Us".
Bröderna Mael hade under sina år som studenter på UCLA arbetat vid sidan av med att styla modeller till klädkataloger. Detta skulle i stor utsträckning komma att påverka skapandet av deras idag legendariska musik, deras galna scenframträdanden, deras nyskapande men gammalmodiga utstyrslar (se Ron Maels mustasch) och skivomslag som alla fullkomligt sprudlar av energi, blinkningar åt modevärlden och åt andra musikgenrer. 
Sparks var på 1970-talet, vid sidan av Sweet, Mott the Hoople Marc Bolan, David Bowie och Slade bland de allra största glamrock-banden. Senare skulle de dock överge glittret för att liksom exempelvis Bowie framgångsrikt ge sig i kast med den växande disco-rörelsen. Men där lät de sig inte uppehållas för länge. På albumet som följde hade de givetvis bytt genre igen. 
Den 14 augusti 2009 hade Sparks musikal The Seduction of Ingmar Bergman, om en fiktiv episod i regissören Ingmar Bergmans liv, premiär på Södra teatern i Stockholm. Albumet Hippopotamus, utgivet den 8 september 2017, hyllades av kritikerna och förde Sparks upp på topplistorna, för första gången på 40 år.
År 2021 skrev de manus och musik till rockoperan Annette som regisserades av Leos Carax. Filmen hade världspremiär vid Filmfestivalen i Cannes 2021 och har Adam Driver och Marion Cotillard i huvudrollerna.

## Betydelse
Bland bandets största hits återfinns låtar som "This Town Ain't Big Enough for Both of Us", "Something for the Girl with Everything", "Never Turn Your Back on Mother Earth", "Happy Hunting Ground", "Talent is an Asset" och "Beat the Clock".
Sparks har påverkat flera andra musikartister och grupper. Dessa inkluderar Morrissey, som inspirerades till en framtid som musiker, New Order, Björk, the Human League, Depeche Mode, Morrissey, Siouxsie and the Banshees, Sonic Youth, Kurt Cobain, They Might Be Giants, Duran Duran, Franz Ferdinand, och franska Les Rita Mitsouko. Den senare duon samproducerade singeln "Singing in the Shower" (1989) ihop med Sparks.

## Diskografi

### Studioalbum
- Halfnelson, 1971 (återutgivet 1972 under namnet Sparks)
- A Woofer in Tweeter's Clothing, 1972
- Kimono My House, 1974
- Propaganda, 1974
- Indiscreet, 1975
- Big Beat, 1976
- Introducing Sparks, 1977
- No. 1 In Heaven, 1979
- Terminal Jive, 1980
- Whomp That Sucker, 1981
- Angst in My Pants, 1982
- In Outer Space, 1983
- Pulling Rabbits Out Of A Hat, 1984
- Music That You Can Dance To, 1986
- Interior Design, 1988
- Gratuitous Sax & Senseless Violins, 1994
- Plagiarism, 1997
- Balls, 2000
- Lil' Beethoven, 2002
- Hello Young Lovers, 2006
- Exotic Creatures of the Deep, 2008
- The Seduction Of Ingmar Bergman, 2009
- FFS, samarbete med Franz Ferdinand, 2015
- Hippopotamus, 2017
- A Steady Drip Drip Drip, 2020
- The Girl Is Crying in Her Latte, 2023
- Mad!, 2025

### Livealbum
- Two Hands One Mouth Live in Europe, 2013